# Michael Killanin
Michael Killanin, właśc. Michael Morris, III baron Killanin (ur. 30 lipca 1914 w Londynie, zm. 25 kwietnia 1999 w Dublinie) – irlandzki działacz sportowy, przewodniczący Międzynarodowego Komitetu Olimpijskiego, członek brytyjskiej Izby Lordów, a także dziennikarz i filmowiec.
Międzynarodową karierę działacza sportowego rozpoczął w 1950, z chwilą objęcia funkcji prezesa Komitetu Olimpijskiego Irlandii. W 1972 – przed igrzyskami olimpijskimi w Monachium – został wybrany na przewodniczącego MKOl.